# Мілісай
Міліса́й (каз. Милісай) — село у складі Джангельдинського району Костанайської області Казахстану. Входить до складу Шилинського сільського округу.
До 1993 року село називалось Юбілейне.
Населення —  (2021; 388 у 2009, 809 у 1999,  у 1989).